# Estrella AM
Les estrelles Am, també anomenades estrelles amb línies metàl·liques, són estrelles l'espectre de les quals presenta línies d'absorció fortes i sovint variables d'alguns metalls (d'aquí la lletra m), com el zinc, l'estronci, el coure, el zirconi i el bari, i deficiències d'altres, com el calci i/o l'escandi. Aquests continguts anòmals es deuen al fet que alguns elements que absorbeixen millor la llum són empesos cap a la superfície, mentre que altres s'enfonsen a causa de la força de la gravetat. Aquest efecte té lloc només si la velocitat de rotació és baixa.
Normalment les estrelles de tipus A giren de pressa, però la major part de les estrelles Am formen part d'un sistema binari on la rotació de les dues estrelles s'ha alentit a causa de la força de marea.
L'estrella amb línies metàl·liques més coneguda és Sírius (α Canis Majoris). A la següent taula es recullen algunes estrelles d'aquest tipus, ordenades magnitud aparent.
| Nom               | Nomenclatura de Bayer o d'altres | Magnitud aparent |
| ----------------- | -------------------------------- | ---------------- |
| Sírius            | α Canis Majoris                  | -1,47            |
| Cástor Ba         | α Geminorum Ba                   | +2,91            |
| Deneb Algedi Aa   | δ Capricorni Aa                  | +3,2             |
| Èpsilon Serpentis | ε Serpentis                      | +3,71            |
| Mizar B           | ζ Ursae Majoris B                | +3,95            |
| Alfa Volantis     | α Volantis                       | +4,00            |
| Acubens A*        | α Cancri A                       | +4,25            |
| Alkurhah A        | ξ Cephei A                       | +4,26            |
| Mu Orionis Aa     | μ Orionis Aa                     | +4,31            |
| Theta1 Crucis     | θ¹ Crucis                        | +4,33            |
| Ípsilon Ophiuchi  | υ Ophiuchi                       | +4,63            |
| Beta Horologii    | β Horologii                      | +4,96            |
| Alrisha B         | α Piscium B                      | +5,23            |
| Tau3 Gruis        | τ³ Gruis                         | +5,72            |
| 24 Ursae Minoris  | HD 166926                        | +5,77            |
| WW Aurigae*       | HD 46052                         | +5,82            |

* WW Aurigae i Acubens A són estrelles binàries on les dues components són estrelles Am